# Akira Sasaki
Pour les articles homonymes, voir Sasaki.
Akira Sasaki (佐々木 明, Sasaki Akira), né le 26 septembre 1981 à Hokuto, est un skieur alpin japonais spécialiste du slalom.

## Biographie
Il fait ses débuts en Coupe du monde en 2001, participant aussi aux Championnats du monde cette année, se classant 19e du slalom pour sa première course dans l'élite. Il obtient son premier podium en Coupe du monde le 19 janvier 2003 lors du slalom de Wengen avec le dossard numéro 65. Il réalise sa meilleure saison en 2006, lorsqu'il ajoute deux podiums en Coupe du monde à son compteur à Schladming et Shigakogen, le plaçant septième au classement du slalom.
Il compte quatre participations aux Jeux olympiques entre 2002 et 2014, enregistrant son meilleur résultat en 2010 avec une 18e place en slalom.
Sa carrière, débutée en 1996, s'achève en 2014.

## Palmarès

### Jeux olympiques d'hiver
| Épreuve / Édition      | Descente | Super G | Slalom géant | Slalom  | Combiné |
| JO 2002 Salt Lake City | —        | —       | 34e          | Abandon | —       |
| JO 2006 Turin          | —        | —       | Abandon      | Abandon | —       |
| JO 2010 Vancouver      | —        | —       | —            | 18e     | —       |
| JO 2014 Sotchi         | —        | —       | —            | Abandon | —       |

### Championnats du monde
| Épreuve / Édition          | Descente | Super G | Slalom géant | Slalom  | Combiné |
| Mondiaux 2001 Sankt Anton  | —        | —       | —            | 19e     | —       |
| Mondiaux 2003 Saint-Moritz | —        | 38e     | Abandon      | Abandon | —       |
| Mondiaux 2005 Bormio       | —        | —       | Abandon      | Abandon | —       |
| Mondiaux 2007 Åre          |          | 54e     | 28e          | Abandon | 36e     |
| Mondiaux 2009 Val d'Isère  | —        | —       | Abandon      | Abandon | —       |
| Mondiaux 2011 Garmisch     | —        | —       | —            | Abandon |         |
| Mondiaux 2013 Schladming   | —        | —       | —            | 19e     | —       |

### Coupe du monde
- Meilleur classement général : 25e en 2006.
- Meilleur classement en slalom : 7e en 2006.
- 3 podiums (3 deuxièmes places).

#### Différents classements en Coupe du monde
| Année/Classement | Général | Général | Descente | Descente | Slalom géant | Slalom géant | Slalom | Slalom | Super G | Super G | Combiné | Combiné |
| Année/Classement | Class.  | Points  | Class.   | Points   | Class.       | Points       | Class. | Points | Class.  | Points  | Class.  | Points  |
| ---------------- | ------- | ------- | -------- | -------- | ------------ | ------------ | ------ | ------ | ------- | ------- | ------- | ------- |
| 2003             | 48e     | 166     | -        | -        | -            | -            | 15e    | 166    | -       | -       | -       | -       |
| 2004             | 38e     | 216     | -        | -        | -            | -            | 11e    | 216    | -       | -       | -       | -       |
| 2005             | 49e     | 151     | -        | -        | 55e          | 7            | 14e    | 144    | -       | -       | -       | -       |
| 2006             | 25e     | 333     | -        | -        | -            | -            | 7e     | 333    | -       | -       | -       | -       |
| 2007             | 72e     | 90      | -        | -        | -            | -            | 23e    | 90     | -       | -       | -       | -       |
| 2008             | 60e     | 126     | -        | -        | -            | -            | 23e    | 126    | -       | -       | -       | -       |
| 2009             | 121e    | 16      | -        | -        | -            | -            | 49e    | 16     | -       | -       | -       | -       |
| 2010             | 71e     | 94      | -        | -        | -            | -            | 21e    | 94     | -       | -       | -       | -       |
| 2011             | 129e    | 17      | -        | -        | -            | -            | 47e    | 17     | -       | -       | -       | -       |
| 2013             | 102e    | 22      | -        | -        | -            | -            | 42e    | 22     | -       | -       | -       | -       |
| 2014             | 116e    | 16      | -        | -        | -            | -            | 41e    | 16     | -       | -       | -       | -       |

### Championnats du Japon
- Titré en slalom en 2007, 2012 et 2013.